# 바위손
바위손(학명: Selaginella tamariscina)은 석송문 부처손과에 딸린 식물이다. 중국과 인도, 일본, 한국, 필리핀, 러시아(시베리아), 타이완, 태국 북부 지역에 분포한다.

## 생태

### 분포
동아시아, 동남아시아에 분포한다. 산지의 바위 또는 암벽에서 주로 서식한다.

### 생김새
높이 20cm이다. 영양엽은 난형이고, 포자엽은 삼각상 난형이다.